# Atletisme als Jocs Olímpics d'Estiu de 1988
Als Jocs Olímpics d'Estiu de 1988 celebrats a la ciutat de Seül (Corea del Sud) es disputaren 42 proves atlètiques, 24 en categoria masculina i 18 en categoria femenina. Les proves es disputaren a l'Estadi Olímpic de Seül entre els dies 23 de setembre i 1 d'octubre de 1988.
Hi participaren un total de 1617 atletes, entre ells 1.063 homes i 554 dones, de 148 comitès nacionals diferents.

## Resum de medalles

### Categoria masculina
| Prova                          | Or                                                                                 | Or           | Argent                                                                  | Argent    | Bronze                                                                        | Bronze  |
| 100 m Detalls                  | Carl Lewis                                                                         | 9.92 (RO)    | Linford Christie                                                        | 9.97 (RE) | Calvin Smith                                                                  | 9.99    |
| 200 m Detalls                  | Joe DeLoach                                                                        | 19.75        | Carl Lewis                                                              | 19.79     | Robson da Silva                                                               | 20.04   |
| 400 m Detalls                  | Steve Lewis                                                                        | 43.87        | Butch Reynolds                                                          | 43.93     | Danny Everett                                                                 | 44.09   |
| 800 m Detalls                  | Paul Ereng                                                                         | 1:43.45      | Joaquim Cruz                                                            | 1:43.90   | Saïd Aouita                                                                   | 1:44.06 |
| 1.500 m Detalls                | Peter Rono                                                                         | 3:35.96      | Peter Elliott                                                           | 3:36.15   | Jens-Peter Herold                                                             | 3:36.21 |
| 5.000 m Detalls                | John Ngugi                                                                         | 13:11.7      | Dieter Baumann                                                          | 13:15.5   | Hansjörg Kunze                                                                | 13:15.7 |
| 10.000 m Detalls               | Brahim Boutayeb                                                                    | 27:21.4      | Salvatore Antibo                                                        | 27:23.5   | Kipkemboy Kimeli                                                              | 27:25.1 |
| Marató Detalls                 | Gelindo Bordin                                                                     | 2:10:32      | Douglas Wakiihuri                                                       | 2:10:47   | Ahmed Salah                                                                   | 2:10:59 |
| 110 m tanques Detalls          | Roger Kingdom                                                                      | 12.98        | Colin Jackson                                                           | 13.28     | Tonie Campbell                                                                | 13.38   |
| 400 m tanques Detalls          | Andre Phillips                                                                     | 47.19        | Amadou Dia                                                              | 47.23     | Edwin Moses                                                                   | 47.56   |
| 3.000 m obstacles Detalls      | Julius Kariuki                                                                     | 8:05.51 (RO) | Peter Koech                                                             | 8:06.79   | Mark Rowland                                                                  | 8:07.96 |
| 4x100 m relleus Detalls        | Unió Soviètica Viktor Bryzgin · Vladimir Krylov · Vladimir Muravyov · Vitaly Savin | 38.19        | Regne Unit Elliot Bunney · John Regis · M. McFarlane · Linford Christie | 38.28     | França Bruno Marie-Rose · Daniel Sangouma · Gilles Quenehervé · Max Morinière | 38.40   |
| 4x400 m relleus Detalls        | Estats Units Danny Everett · Steve Lewis · Kevin Robinzine · Butch Reynolds        | 2:56.16      | Jamaica Howard Davis · Devon Morris · Winthrop Graham · Bert Cameron    | 3:00.30   | RFA Norbert Dobeleit · Edgar Itt · Jörg Vaihinger · Ralf Lübke                | 3:00.56 |
| 20 km marxa Detalls            | Jozef Pribilinec                                                                   | 1:19:57      | Ronald Weigel                                                           | 1:20:00   | Maurizio Damilano                                                             | 1:20:14 |
| 50 km marxa Detalls            | Vyacheslav Ivanenko                                                                | 3:38:29 (RO) | Ronald Weigel                                                           | 3:38:56   | Hartwig Gauder                                                                | 3:39:45 |
| Salt de llargada Detalls       | Carl Lewis                                                                         | 8.72 m       | Mike Powell                                                             | 8.49 m    | Larry Myricks                                                                 | 8.27 m  |
| Triple salt Detalls            | Hristo Markov                                                                      | 17.61 m      | Igor Lapshin                                                            | 17.52 m   | Aleksandr Kovalenko                                                           | 17.42 m |
| Salt d'alçada Detalls          | Gennadiy Avdeyenko                                                                 | 2.38 m       | Hollis Conway                                                           | 2.36 m    | Rudolf Povarnitsyn                                                            | 2.36 m  |
| Salt d'alçada Detalls          | Gennadiy Avdeyenko                                                                 | 2.38 m       | Hollis Conway                                                           | 2.36 m    | Patrik Sjöberg                                                                | 2.36 m  |
| Salt amb perxa Detalls         | Sergey Bubka                                                                       | 5.90 m (RO)  | Rodion Gataullin                                                        | 5.85 m    | Grigori Aleksàndrovitx Iegorov                                                | 5.80 m  |
| Llançament de pes Detalls      | Ulf Timmermann                                                                     | 22.47 m (RO) | Randy Barnes                                                            | 22.39 m   | Werner Günthör                                                                | 21.99 m |
| Llançament de disc Detalls     | Jürgen Schult                                                                      | 68.82 m      | Romas Ubartas                                                           | 67.48 m   | Rolf Danneberg                                                                | 67.38 m |
| Llançament de javelina Detalls | Tapio Korjus                                                                       | 84.28 m      | Jan Železný                                                             | 84.12 m   | Seppo Räty                                                                    | 83.26 m |
| Llançament de martell Detalls  | Sergey Litvinov                                                                    | 84.80 m (RO) | Yuriy Sedykh                                                            | 83.76 m   | Jüri Tamm                                                                     | 81.16 m |
| Decatló Detalls                | Christian Schenk                                                                   | 8488         | Torsten Voss                                                            | 8399      | Dave Steen                                                                    | 8328    |

RM: rècord mundial
RO: rècord olímpic
RE: rècord europeu

### Categoria femenina
| Prova                          | Or                                                                           | Or           | Argent                                                                       | Argent  | Bronze                                                                                | Bronze  |
| 100 m Detalls                  | Florence Griffith                                                            | 10.54        | Evelyn Ashford                                                               | 10.83   | Heike Daute                                                                           | 10.85   |
| 200 m Detalls                  | Florence Griffith                                                            | 21.34 (RM)   | Grace Jackson                                                                | 21.72   | Heike Daute                                                                           | 21.95   |
| 400 m Detalls                  | Olga Vladykina                                                               | 48.65        | Petra Muller                                                                 | 49.45   | Olga Nazarova                                                                         | 49.90   |
| 800 m Detalls                  | Sigrun Ludvigs                                                               | 1:56.10      | Christine Wachtel                                                            | 1:56.64 | Kim Gallagher                                                                         | 1:56.91 |
| 1.500 m Detalls                | Paula Ilie                                                                   | 3:53.96 (RO) | Laimutė Baikauskaitė                                                         | 4:00.24 | Tetyana Samolenko                                                                     | 4:00.30 |
| 3.000 m Detalls                | Tetyana Khamitova                                                            | 8:26.53      | Paula Ilie                                                                   | 8:27.15 | Yvonne Murray                                                                         | 8:29.02 |
| 10.000 m Detalls               | Olga Krentser                                                                | 31:05.2      | Liz McColgan                                                                 | 31:08.4 | Yelena Zhupiyeva                                                                      | 31:19.8 |
| Marató Detalls                 | Rosa Mota                                                                    | 2:25:40      | Lisa Martin                                                                  | 2:25:53 | Katrin Dörre                                                                          | 2:26:21 |
| 100 m tanques Detalls          | Jordana Donkova                                                              | 12.38        | Gloria Kovarik                                                               | 12.61   | Claudia Reidick                                                                       | 12.75   |
| 400 m tanques Detalls          | Debbie Flintoff                                                              | 53.17        | Tatyana Ledovskaya                                                           | 53.18   | Ellen Neumann                                                                         | 53.63   |
| 4x100 m relleus Detalls        | Estats UnitsAlice Brown · Sheila Echols · Florence Griffith · Evelyn Ashford | 41.98        | RDASilke Gladisch · Kerstin Behrendt · Ingrid Brestrich · Marlies Oelsner    | 42.09   | Unió SovièticaL. Kondratieva · Galina Malchugina · Marina Zhirova · N. Pomoshchnikova | 42.75   |
| 4x400 m relleus Detalls        | Unió SovièticaT. Ledovskaya · Olga Nazarova · Mariya Pingina · Olga Bryzgina | 3:15.17 (RM) | Estats UnitsDenean Howard · Diane Dixon · Valerie Brisco · Florence Griffith | 3:15.51 | RDADagmar Rubsam · Kirsten Siemon · Sabine Busch · Petra Muller                       | 3:18.29 |
| Salt de llargada Detalls       | Jackie Joyner                                                                | 7.40 m (RO)  | Heike Daute                                                                  | 7.22 m  | Galina Txistiakova                                                                    | 7.11 m  |
| Salt d'alçada Detalls          | Louise Ritter                                                                | 2.03 m       | Stefka Kostadinova                                                           | 2.01 m  | Tamara Bykova                                                                         | 1.99 m  |
| Llançament de pes Detalls      | Natalya Lisovskaya                                                           | 22.24 m      | Kathrin Neimke                                                               | 21.07 m | Li Meisu                                                                              | 21.06 m |
| Llançament de disc Detalls     | Martina Opitz                                                                | 72.30 m (RO) | Diana Sachse                                                                 | 71.88 m | Tsvetanka Khristova                                                                   | 69.74 m |
| Llançament de javelina Detalls | Petra Felke                                                                  | 74.68 m      | Fatima Whitbread                                                             | 70.32 m | Beate Koch                                                                            | 67.30 m |
| Heptatló Detalls               | Jackie Joyner                                                                | 7291 (RM)    | Sabine Mobius                                                                | 6897    | Anke Veter                                                                            | 6858    |

RM: rècord mundial
RO: rècord olímpic
RE: rècord europeu

## Medaller
| Posició | País            | Or | Argent | Bronze | Total |
| 1       | Estats Units    | 13 | 7      | 6      | 26    |
| 2       | Unió Soviètica  | 10 | 6      | 10     | 26    |
| 3       | RDA             | 6  | 11     | 10     | 27    |
| 4       | Kenya           | 4  | 2      | 1      | 7     |
| 5       | Bulgària        | 2  | 1      | 1      | 4     |
| 6       | Itàlia          | 1  | 1      | 1      | 3     |
| 7       | Austràlia       | 1  | 1      | 0      | 2     |
| 7       | Romania         | 1  | 1      | 0      | 2     |
| 7       | Txecoslovàquia  | 1  | 1      | 0      | 2     |
| 10      | Finlàndia       | 1  | 0      | 1      | 2     |
| 10      | Marroc          | 1  | 0      | 1      | 2     |
| 12      | Portugal        | 1  | 0      | 0      | 1     |
| 13      | Regne Unit      | 0  | 6      | 2      | 8     |
| 14      | Jamaica         | 0  | 2      | 0      | 2     |
| 15      | RFA             | 0  | 1      | 3      | 4     |
| 16      | Brasil          | 0  | 1      | 1      | 2     |
| 17      | Senegal         | 0  | 1      | 0      | 1     |
| 18      | Canadà          | 0  | 0      | 1      | 1     |
| 18      | Djibouti        | 0  | 0      | 1      | 1     |
| 18      | França          | 0  | 0      | 1      | 1     |
| 18      | Suècia          | 0  | 0      | 1      | 1     |
| 18      | Suïssa          | 0  | 0      | 1      | 1     |
| 18      | R.P. de la Xina | 0  | 0      | 1      | 1     |